# Micrapatetis orthozona
Micrapatetis orthozona är en fjärilsart som beskrevs av Edward Meyrick 1897. Micrapatetis orthozona ingår i släktet Micrapatetis och familjen nattflyn. Inga underarter finns listade i Catalogue of Life.